# Misno vino
Misno vino je vino dobiveno od grožđa i namijenjeno za korištenje u liturgiji.
Crkve, poput Katoličke Crkve i Istočnih pravoslavnih Crkava, zahtijevaju da sakramentalno vino bude čisto vino od grožđa. Druge kršćanske zajednice, poput metodista, ne odobravaju konzumaciju alkohola i vino zamjenjuju sokom od grožđa.